# Plomos del Pico de Los Ajos
Los Plomos del Pico de los Ajos son tres piezas arqueológicas recuperadas en el yacimiento del poblado Ibérico Pico de los Ajos (Yátova) en 1979 que actualmente se encuentran depositados y expuestos en el Museo de Prehistoria de Valencia, Comunidad Valenciana, España. 
El poblado ibero de procedencia se encuentra en una de las cumbres de la Sierra Martés y está formado por dos plataformas naturales rodeadas por muralla y foso. El lugar ha sufrido continuos actos de expolio en uno de los cuales estas piezas fueron rescatadas gracias a que pasaron desapercibidas a los expoliadores por encontrarse en el interior de una masa de arcilla. Las tres planchas se encontraban plegadas sobre sí mismas formando una única pieza. 
Tras su donación al Museo de Prehistoria de Valencia fueron nombradas por su lugar de procedencia como «Pico de los Ajos I, II y III». Se trata de tres planchas de plomo de dimensiones similares que poseen texto grabado en alfabeto íbero nororiental en todas sus caras. Otras cuatro piezas plúmbeas, de menor entidad, han sido localizadas en el mismo yacimiento y, si bien no pertenecen a esta colección, se han nombrado siguiendo el mismo modelo como «Pico de los Ajos IV, V, VI y VII». El contenido de los textos es desconocido si bien han sido varios los intentos de traducción que se han llevado a cabo.

## El poblado ibero de Pico de los Ajos
El yacimiento arqueológico de Pico de los Ajos está situado en la cima del mismo nombre en la Sierra Martés, dentro del término municipal de Yátova (provincia de Valencia), por encima de los 1000 metros sobre el nivel del mar. Es un poblado fortificado perteneciente a la cultura ibera al que únicamente se puede acceder por sus vertientes oriental y occidental. El perímetro del poblado estuvo constituido por una muralla con torres de planta cuadrada adosadas a ella y un foso allí donde fue posible construirlo que se conservan en parte. Todo este sistema defensivo abarcaba un área calculada en aproximadamente 2,15 hectáreas. Dentro del poblado se localizan dos terrazas naturales donde aparecen estructuras murales en superficie y una cisterna excavada en la roca. Muchos de estos restos de muros que delimitan viviendas se encuentran alineados a ambos lados de un eje que se ha interpretado como una calle. Los materiales cerámicos y monetarios localizados en el yacimiento muestran que el poblado tuvo una intensa actividad económica entre los siglos IV y I a. C.
Este yacimiento ha sido intensamente expoliado desde antiguo por lo que mucha de la información arqueológica que podía suministrar se ha perdido. En una de las expoliaciones que tuvieron lugar en 1979 se realizó una excavación en una de las viviendas situadas dentro del perímetro de las murallas. Tras el expolio dos aficionados a la arqueología, Agustín Sierra Palmer y Enrique Morón, acudieron al lugar para conocer la envergadura de los daños que habían sufrido los restos. En el interior de una habitación recién excavada encontraron una pella de arcilla con una pieza de plomo en su interior que había pasado desapercibida a los expoliadores. Tras examinarla pudieron comprobar que esta pieza única estaba formada por tres pequeñas planchas de plomo enrolladas todas juntas mediante dos dobleces realizadas sobre el eje de su lado más corto. Conocedores del valor del descubrimiento donaron las piezas al Museo de Prehistoria de Valencia en abril de ese mismo año, quedando depositadas allí.

## Los plomos de Pico de los Ajos
Las tres planchas de plomo del poblado Ibérico Pico de los Ajos fueron estudiadas en profundidad durante su primer año de estancia en el museo valenciano por Domingo Fletcher Valls, notable iberista, que publicó un año después la primera monografía sobre el tema. Este investigador pudo observar que las piezas poseían varios textos escritos en alfabeto ibérico oriental, conocido por primera vez en un plúmbeo localizado en Pujol de Gasset, Castellón de la Plana, en 1851. Los textos aparecen realizados mediante trazos incisos de izquierda a derecha en ambas caras de las planchas. Según puede deducirse estos plomos eran continuamente reutilizados para la escritura de forma que los textos antiguos eran borrados con mayor o menos empeño antes de grabar texto nuevo. Esto hace que en la superficie de las piezas se puedan leer con mayor claridad los textos más modernos y con dificultad el texto subyacente correspondiente a inscripciones borradas.

## Pico de los Ajos I
La pieza denominada por Fletcher «Pico de los Ajos I» es aquella que se encontraba en la zona externa del bloque plúmbeo original. Es una lámina rectangular con unos 200 mm de anchura y 100 mm de altura que ha perdido parte de un lateral. Posee cuatro dobleces trasversales al texto que indican cómo fueron plegadas y que han hecho desaparecer las letras situadas en ellas. Presenta inscripciones en sus dos caras siendo estas de dos tipos, los textos recientes, fuertemente marcados, y bajo ellos unos textos antiguos, parcialmente borrados y que en ocasiones impiden una correcta lectura del texto principal. La cara externa del plomo tiene signos grandes, bien legibles, mientras que la cara interna, con signos de menor tamaño, ha sufrido una fuerte degradación.
En la cara externa es posible observar tres textos y un total de 304 signos. El texto A está formado por cuatro líneas y 88 signos. Las dos primeras líneas y el comienzo de la tercera están enmarcadas por cuatro trazos paralelos y horizontales y una pequeña trazo vertical quedando el resto de la tercera línea y la cuarta fuera del marco. El texto B está formado por una única línea escrita de derecha a izquierda en la zona superior del plomo. Se encuentra incompleto por la pérdida del soporte en su zona media de modo que tan solo conserva 17 signos. El texto C, por su parte, se corresponde con el más antiguo. Está parcialmente borrado y tan solo aparece en algunas zonas bajo el texto principal. Aun así han podido identificase en él hasta 199 signos que probablemente se correspondan con varios textos.
La cara interna del plomo es de más difícil interpretación. No ha sido posible individualizar muchos de los signos a pesar de que probablemente tenga varios textos. El conjunto aparece caótico, con signos que se superponen unos a otros sin que el más antiguo haya sido borrado. El diferente tamaño y técnica de realización de estos signos hace suponer a los investigadores que podría tratarse de un ejercicio de escritura o caligrafía. A esta dificultad se añade que esta cara del plomo es la que se encuentra más deteriorada, con zonas donde el material se ha desconchado o agrietado a causa de las dobleces. Se denomina texto D al presente en esta cara, a sabiendas de que se trata de varios textos superpuestos, y contiene hasta 328 signos, no todos ellos completos.

## Pico de los Ajos II
La pieza «Pico de los Ajos II» es ligeramente más pequeña que la anterior y como esta tiene una forma rectangular con 188 mm de anchura máxima y 105 de altura. Las dobleces de este plomo están menos marcadas que las otras dos piezas y sus esquinas se encuentran todas redondeadas y sus lados mayores son curvos. Posee dos textos principales, uno en cada cara, y un texto subyacente parcialmente borrado que suman un total de 348 signos identificados. En la cara externa del plomo se encuentra el texto A, con hasta ochenta signos visibles, muy difícil de leer ya que coincide en muchos puntos con el texto primitivo. El texto principal está formado por once líneas y posee un trazo horizontal que lo divide en siete y cuatro reglones, con un total de 209 signos.
La cara interna del plomo contiene el texto B, de más fácil lectura pues los signos antiguos aparecen más borrosos. El texto más moderno está formado por siete líneas con un total de 139 signos visibles mientras que del texto antiguo no ha podido hacerse un recuento.

## Pico de los Ajos III
El tercero de los plomos, denominado «Pico de los Ajos III» es el que se encontraba en la zona más interna del conjunto original y el de más modestas proporciones con 138 mm de altura y 110 mm de anchura. El texto presente se encuentra incompleto debido a que uno de sus laterales está recortado afectando a los caracteres finales de texto de cada uno de los renglones. Presenta un orificio en su parte inferior que pudiera haber sido realizado cuando estaba en uso para fijarlo a algún soporte. Posee texto moderno y antiguo en sus dos caras siendo el moderno fácilmente legible. En la cara externa del plomo aparece el texto A formado por doce líneas fuertemente marcadas con 138 signos de texto principal. Está formado por dos grupos separados por un trazo horizontal. El grupo superior, de seis líneas, tiene las tres primeras tachadas por trazos horizontales. El grupo inferior tiene tachadas con trazos similares las cuatro primeras líneas y el comienzo de la quinta.
La cara interna del plomo, con el texto B, posee trece líneas de texto a los que les falta la zona inicial por el recorte de la plancha. Como el texto A está dividido en dos grupos por un trazo horizontal situado en el mismo plano que el del texto trasero. En el grupo superior del texto B aparecen siete renglones y en el inferior seis, ninguno de ellos tachados.

## Pico de los Ajos IV, V, VI y VII
Aunque no pertenecen al grupo originalmente descubierto en 1979 en el yacimiento de Pico de los Ajos han aparecido otros cuatro textos plúmeos, de menor entidad que los primeros, con los que se ha continuado la nomenclatura utilizada por Domingo Fletcher. 
La pieza llamada «Pico de los Ajos IV» es una bala de honda de la cual no hay constancia exacta de su procedencia, aunque se da por cierta la versión de la persona que la encontró. Actualmente forma parte de una colección particular. Está realizada también en plomo, tiene forma romboidal y pequeñas dimensiones, 41 mm de ancho, 17 de alto y 31 gramos. Posee una única inscripción en uno de sus lados formada por tres signos. 
«Pico de los Ajos V», de la que tampoco se tiene certeza de si procede del yacimiento, es una plancha discoidal con entre 96 y 100 mm de diámetro que se encuentra en una colección particular. Posee un texto formado por dos líneas de nueve y dos signos en una de sus caras.
«Pico de los Ajos VI», por su parte, es la primera de estas últimas piezas que fue hallada en el propio yacimiento en una excavación controlada. Es un disco de plomo de 34 mm de diámetro y 3 mm de grosor con texto en sus dos caras. En la cara A del disco aparecen dos líneas de texto centrado escrito de derecha a izquierda con cinco y dos signos cada una mientras que en la cara B aparecen cuatro signos en uno de los márgenes.
El último de los textos hasta la fecha, «Pico de los Ajos VII», fue encontrado en 2018. Se trata de un plomo escrito por ambos lados y conformando un único texto, en el que se ha podido identificar con bastante seguridad el nombre de una persona, Tořaibeleś, presumiblemente el autor del texto o quien lo encargó.

## Los textos
Del profundo estudio lingüístico realizado por Domingo Fletcher han podido extraerse numerosas claves para la interpretación de los textos, si bien el contenido de estos no es aún conocido. Varias de las palabras presentes son bien conocidas por su presencia en otras piezas halladas en diferentes yacimientos del ámbito ibero (AṘE, BAIT, BALCE/BALCA, ILDUN, LAUR, TECEṘ/TICEṘ, etc.) mientras que otras parecen características de estos plomos (ACALI, BALE, CALIR, CELTIBELEṠ, etc.) destacando la voz BALE que aparece en los tres plomos un total de seis veces. Varias de las palabras identificadas aparte de los números, que son frecuentes, aparecen en dos o tres de plomos (por ejemplo CELTIBELEṠ, LAUṘBERTONAR, LACEIṠEI, CULESBELAUṘ) estableciendo que existe una relación entre los textos de las tres piezas.
A pesar de que Domingo Fletcher en 1980 no pudo interpretar los textos, varios han sido los intentos realizados por otros investigadores para descifrar su contenido. Algunos de las tentativas de interpretación de los textos están basadas en la comparación de la lengua ibera y el actual euskera, algo que ya apuntó Fletcher en sus investigaciones, a pesar de que son muchos los lingüistas que descartan toda relación entre ambas lenguas. Así por ejemplo el historiador Luis Silgo Gauche, buscando equivalencias entre el vocabulario de los plomos y la lengua euskera, publicó en 2009 una aproximación al contenido del texto A de la pieza «Pico de los Ajos II». Según este investigador el texto haría referencia a que los habitantes de Labeis (un topónimo sin identificar) a través de dos de sus vecinos de nombre Ambośiltun y Baiseltun expusieron sufrir una plaga de aves (aparecen las palabras que se han interpretado como correspondientes a perdiz y cuervo) en sus cultivos de trigo y otras cosechas por lo que solicitaban una reducción del tributo en un eŕku (que es una unidad de medida). Más adelante se leería que alguien llamado Kuleśbelauŕ, representante de quien recibía la recaudación, marcaba una cantidad a pagar de cinco kitei de tal modo que cada productor contribuiría con medio eŕku. Tras ello aparecería una lista de antropónimos.